# Княжое-2
Княжое-2 — бывшая деревня в Починковском районе Смоленской области России. Входила в состав Княжинского сельского поселения. Население — 2 жителя (2007 год). 
Расположена в центральной части области в 13 км к западу от Починка, в 11 км западнее автодороги А141 Орёл — Витебск, на берегу реки Серебрянка. В 14 км восточнее деревни расположена железнодорожная станция Починок на линии Смоленск — Рославль. 

## История
В годы Великой Отечественной войны деревня была оккупирована гитлеровскими войсками в июле 1941 года, освобождена в сентябре 1943 года.